# 호슈야마촌
호슈야마촌(宝珠山村)은 후쿠오카현 중남부에 있던 촌이며, 아사쿠라군에 속했다. 2005년 3월 28일에, 아사쿠라군 고이시와라촌과 대등합병해 도호촌이 되었기 때문에 자치체로서는 소멸하였다.

## 역사
- 1889년 4월 1일 - 정촌제 시행에 의해 이전의 정역에 해당하는 조자군 호슈야마촌이 성립하였다.
- 1896년 4월 1일 - 게자군, 야스군과 합병해 아사쿠라군이 되었다.
- 2005년 3월 28일 - 고이시와라촌, 호슈야마촌이 대등합병에 의해 새로운 촌을 시행해, 도호촌이 성립하였다. 자치체로서의 호슈야마촌은 소멸하였다

## 교통

### 철도
- 규슈 여객철도 히타히코산 선

### 도로
- 국도 211호선